# Альтвигсхаген
Альтвигсхаген (нем. Altwigshagen) — община в Германии, в земле Мекленбург-Передняя Померания.
Входит в состав района Иккер-Рандов. Подчиняется управлению Торгелов-Фердинандсхоф. Население составляет 380 человек (2009); в 2003 г. — 433. Занимает площадь 17,95 км².
| Год  | Население |
| ---- | --------- |
| 1991 | 489       |
| 1995 | 453       |
| 2000 | 461       |
| 2005 | 415       |
| 2010 | 376       |